# جینا پین
جینا پین (انگلیسی: Gina Pane; ۲۴ مهٔ ۱۹۳۹ – ۶ مارس ۱۹۹۰) اهل فرانسه هنرمندی در زمینه هنر اجرا بود.